# Evides
Evides (лат.) — род жуков-златок. Единственный род трибы Evidini.

## Распространение
Афротропика (10 видов и подвидов эндемиков) и Ориентальная область (2 вида: Индия, Вьетнам и Лаос).

## Описание
Среднего размера яркие жуки металлического цвета. Тело покрыто мелкими щетинками. Надкрылья имеют зубцы на конце. Как и у большинства других златок жуков, личинки развиваются в мертвой древесине.

## Систематика
Около 10 видов. Род отнесен к трибе Evidini Tôyama, 1987. В 2009 году был выделен подрод Eviditaenia Hołyński, 2009.
- Evides aenea Kerremans, 1898
- Evides elegans (Fabricius, 1781) typus (=Buprestis elegans Fabricius, 1781) — Родезия
- Evides fairmairei Kerremans, 1908  — Таиланд
- Evides gambiensis (Laporte & Gory, 1835)
- Evides intermedia Saunders, 1874  — Того, Камерун
- Evides interstitialis Obenberger, 1924
- Evides kerremansi Fairmaire, 1891
- Evides kraatzi Kerremans, 1899
- Evides opaca (Lansberge, 1886)
- Evides pubiventris (Laporte & Gory, 1835)  — Африка (Родезия, Уганда)
- Evides triangularis Thomson, 1878 — Кения